# Łebki Wielkie
Łebki Wielkie – wieś sołecka w Polsce położona w województwie mazowieckim, w powiecie ciechanowskim, w gminie Ojrzeń.
| SIMC    | Nazwa         | Rodzaj    |
| ------- | ------------- | --------- |
| 1054110 | Łebki-Janusy  | część wsi |
| 1054127 | Łebki-Kryszpy | część wsi |

W latach 1975–1998 miejscowość administracyjnie należała do województwa ciechanowskiego.